# Cot Lamkubu
Cot Lamkubu är ett berg i Indonesien.   Det ligger i provinsen Aceh, i den västra delen av landet, 1 800 km nordväst om huvudstaden Jakarta. Toppen på Cot Lamkubu är 610 meter över havet.
Terrängen runt Cot Lamkubu är huvudsakligen kuperad, men österut är den bergig.Runt Cot Lamkubu är det ganska tätbefolkat, med 90 invånare per kvadratkilometer. Omgivningarna runt Cot Lamkubu är en mosaik av jordbruksmark och naturlig växtlighet.